# Jürgen Jipp
Jürgen Jipp (* 25. April 1941) ist ein deutscher Badmintonspieler. 

## Karriere
Jürgen Jipp gewann 1962 bei den deutschen Meisterschaften Bronze im Doppel und im Einzel. Ein Jahr später wurde er Dritter mit dem Team des 1. BC Wiesbadener. 1965 steigerte sich das Team auf Rang zwei. In diesem Jahr gewann er auch seinen einzigen deutschen Meistertitel, als er im Doppel mit Manfred Puck erfolgreich war.

## Sportliche Erfolge
| Saison    | Veranstaltung                                      | Disziplin    | Platz | Name |
| --------- | -------------------------------------------------- | ------------ | ----- | --- |
| 1958      | Schleswig-Holsteinische Einzelmeisterschaft Jugend | Herreneinzel | 1     | Jürgen Jipp (VfB Lübeck) |
| 1959      | Schleswig-Holsteinische Einzelmeisterschaft Jugend | Herrendoppel | 1     | Jürgen Jipp / Manfred Puck (VfB Lübeck)                                                                                           |
| 1959      | Schleswig-Holsteinische Einzelmeisterschaft Jugend | Herreneinzel | 1     | Jürgen Jipp (VfB Lübeck) |
| 1959/1960 | Deutsche Einzelmeisterschaft                       | Herrendoppel | 3     | Jürgen Jipp / Manfred Puck (VfB Lübeck)                                                                                           |
| 1959/1960 | Deutsche Einzelmeisterschaft                       | Mixed        | 3     | Jürgen Jipp / Bärbel Wichmann (VfB Lübeck)                                                                                        |
| 1959/1960 | Deutsche Mannschaftsmeisterschaft                  | Mannschaft   | 2     | VfB Lübeck (Jürgen Jipp, Manfred Puck, Willy Suhrbier, Ulrich Adler, Bärbel Wichmann, Anneli Hennen)                              |
| 1960      | Schleswig-Holsteinische Einzelmeisterschaften      | Herrendoppel | 1     | Jürgen Jipp / Manfred Puck (VfB Lübeck)                                                                                           |
| 1960      | Schleswig-Holsteinische Einzelmeisterschaften      | Herreneinzel | 1     | Jürgen Jipp (VfB Lübeck) |
| 1960      | Schleswig-Holsteinische Einzelmeisterschaften      | Mixed        | 1     | Bärbel Wichmann / Jürgen Jipp (VfB Lübeck)                                                                                        |
| 1960/1961 | Deutsche Einzelmeisterschaft                       | Herreneinzel | 3     | Jürgen Jipp (VfB Lübeck) |
| 1960/1961 | Deutsche Einzelmeisterschaft                       | Herrendoppel | 1     | Jürgen Jipp / Manfred Puck (VfB Lübeck)                                                                                           |
| 1960/1961 | Deutsche Mannschaftsmeisterschaft                  | Mannschaft   | 2     | VfB Lübeck (Jürgen Jipp, Manfred Puck, Willy Suhrbier, Ulrich Adler, Bärbel Wichmann, Anneli Hennen)                              |
| 1961      | Schleswig-Holsteinische Einzelmeisterschaften      | Mixed        | 1     | Bärbel Wichmann / Jürgen Jipp (VfB Lübeck)                                                                                        |
| 1961      | Schleswig-Holsteinische Einzelmeisterschaften      | Herreneinzel | 1     | Jürgen Jipp (VfB Lübeck) |
| 1961      | Schleswig-Holsteinische Einzelmeisterschaften      | Herrendoppel | 1     | Jürgen Jipp / Manfred Puck (VfB Lübeck)                                                                                           |
| 1961/1962 | Deutsche Mannschaftsmeisterschaft                  | Mannschaft   | 2     | VfB Lübeck (Jürgen Jipp, Ulrich Adler, Uwe Schicktanz, Ulrich Adler, Willy Suhrbier, Manfred Puck, Anneli Hennen, Annegret Böhme) |
| 1962      | Schleswig-Holsteinische Einzelmeisterschaften      | Herrendoppel | 1     | Jürgen Jipp / Manfred Puck (VfB Lübeck)                                                                                           |
| 1962      | Schleswig-Holsteinische Einzelmeisterschaften      | Mixed        | 1     | Annelie Hennen / Jürgen Jipp (VfB Lübeck)                                                                                         |
| 1962      | Schleswig-Holsteinische Einzelmeisterschaften      | Herreneinzel | 1     | Jürgen Jipp (VfB Lübeck) |
| 1962/1963 | Deutsche Einzelmeisterschaft                       | Herreneinzel | 2     | Jürgen Jipp (VfB Lübeck) |
| 1962/1963 | Deutsche Einzelmeisterschaft                       | Herrendoppel | 2     | Jürgen Jipp / Manfred Puck (VfB Lübeck)                                                                                           |
| 1962/1963 | Deutsche Mannschaftsmeisterschaft                  | Mannschaft   | 1     | VfB Lübeck (Jürgen Jipp, Ulrich Adler, Uwe Schicktanz, Manfred Puck, Anneli Hennen, Bärbel Wichmann)                              |
| 1963      | Schleswig-Holsteinische Einzelmeisterschaften      | Mixed        | 1     | Annelie Hennen / Jürgen Jipp (VfB Lübeck)                                                                                         |
| 1963      | Schleswig-Holsteinische Einzelmeisterschaften      | Herreneinzel | 1     | Jürgen Jipp (VfB Lübeck) |
| 1963      | Schleswig-Holsteinische Einzelmeisterschaften      | Herrendoppel | 1     | Jürgen Jipp / Manfred Puck (VfB Lübeck)                                                                                           |
| 1963/1964 | Deutsche Einzelmeisterschaft                       | Herrendoppel | 2     | Jürgen Jipp / Manfred Puck (VfB Lübeck)                                                                                           |
| 1964      | Schleswig-Holsteinische Einzelmeisterschaften      | Herreneinzel | 1     | Jürgen Jipp (VfB Lübeck) |
| 1964      | Schleswig-Holsteinische Einzelmeisterschaften      | Herrendoppel | 1     | Jürgen Jipp / Manfred Puck (VfB Lübeck)                                                                                           |
| 1964/1965 | Deutsche Einzelmeisterschaft                       | Herrendoppel | 3     | Jürgen Jipp / Manfred Puck (VfB Lübeck)                                                                                           |
| 1965      | Schleswig-Holsteinische Einzelmeisterschaften      | Herreneinzel | 1     | Jürgen Jipp (VfB Lübeck) |
| 1965      | Schleswig-Holsteinische Einzelmeisterschaften      | Herrendoppel | 1     | Jürgen Jipp / Manfred Puck (VfB Lübeck)                                                                                           |
| 1966      | Schleswig-Holsteinische Einzelmeisterschaften      | Mixed        | 1     | Annelie Hennen / Jürgen Jipp (VfB Lübeck)                                                                                         |
| 1966      | Schleswig-Holsteinische Einzelmeisterschaften      | Herreneinzel | 1     | Jürgen Jipp (VfB Lübeck) |
| 1966      | Schleswig-Holsteinische Einzelmeisterschaften      | Herrendoppel | 1     | Jürgen Jipp / Peter Welling (VfB Lübeck)                                                                                          |
| 1966/1967 | Deutsche Mannschaftsmeisterschaft                  | Mannschaft   | 3     | VfB Lübeck (Jürgen Jipp, Manfred Puck, …)                                                                                         |
| 1967      | Schleswig-Holsteinische Einzelmeisterschaften      | Herreneinzel | 1     | Jürgen Jipp (VfB Lübeck) |
| 1968      | Schleswig-Holsteinische Einzelmeisterschaften      | Herrendoppel | 1     | Jürgen Jipp / Jörg Holtz (VfB Lübeck)                                                                                             |
| 1968      | Schleswig-Holsteinische Einzelmeisterschaften      | Herreneinzel | 1     | Jürgen Jipp (VfB Lübeck) |
| 1970      | Schleswig-Holsteinische Einzelmeisterschaften      | Herreneinzel | 1     | Jürgen Jipp (VfB Lübeck) |
| 1973      | Schleswig-Holsteinische Einzelmeisterschaften      | Herrendoppel | 1     | Jürgen Jipp / Manfred Puck (VfB Lübeck)                                                                                           |
| 1975      | Schleswig-Holsteinische Einzelmeisterschaften      | Mixed        | 1     | Petra Schweminski / Jürgen Jipp (VfB Lübeck)                                                                                      |